# Oprocentowanie rachunku bankowego
Oprocentowanie rachunku bankowego – wysokość odsetek, jaka przysługuje właścicielowi rachunku za udostępnienie bankowi swoich pieniędzy.
Oprocentowanie rachunku podawane jest w skali roku (a naliczane zgodnie z rzeczywistym okresem deponowania środków w banku).